# Sân bay Okondja
Sân bay Okondja (IATA: OKN, ICAO: FOGQ) là một sân bay ở Okondja, tỉnh Haut-Ogooué, Gabon.